# Rancy
Rancy település Franciaországban, Saône-et-Loire megyében. Lakosainak száma 612 fő (2022. január 1.). Rancy Savigny-sur-Seille, Bantanges, Huilly-sur-Seille, Jouvençon és Ménetreuil községekkel határos.

## Népesség
A település népessége az elmúlt években az alábbi módon változott:
| Lakosok száma | 529  | 526  | 557  | 561  | 577  | 591  | 604  | 612  | 612  |
|               | 2013 | 2015 | 2016 | 2017 | 2018 | 2019 | 2020 | 2021 | 2022 |